# Dejan Matejic
Dejan Matejic (født 9. Marts 1980) er en svensk ishockeyspiller der til sæsonen 2008-09 er returneret til SønderjyskE, en klub han senest repræsenterede i sæsonen 2005-06.
Han spillede fra sæsonen 2006-07 for AaB efter at være blevet mester med SønderjyskE i sæsonen 2005-06. Efter AaB's kvartfinaleexit i 2008 mod Odense blev det offentliggjort at Matejic ikke ville få forlænget sin kontrakt med AaB.
Tidligere klubber:
- Frölunda HC
- Mölndal
- Gislaveds SK
- HC Örebro 90
- Mörrum Hockey
- SønderjyskE
- AaB